# Burg Scharten
Die Burg Scharten ist eine abgegangene hochmittelalterliche Höhenburg bei der Kapelle St. Michael in Scharten (Scharten 2), einem Ortsteil der niederbayerischen Gemeinde Thurmansbang im Landkreis  Freyung-Grafenau in Bayern. Die Anlage befindet sich ca. 820 m südsüdwestlich von dem Ortsteil Solla und 
wird als Bodendenkmal unter der Aktennummer D-2-7146-0003 im Bayernatlas als „untertägige Befunde des Mittelalters im Bereich der abgegangenen Burg Scharten sowie untertägige Befunde des Mittelalters und der frühen Neuzeit im Bereich der Kapelle St. Michael in Scharten“ geführt.
Die Existenz einer richtigen Burg, die über einen großen Gutshof hinausgeht, wird angezweifelt.

## Geschichte
Der Ort wird 1152 erstmals erwähnt und gehörte damals den Edlen von Scharten stand. Zuvor gehörte die Gegend den Grafen von Formbach.  Richardis (Richkardis), die Witwe des Ritters Rudolf von Scharten, hinterließ ihren Besitz bei Salha und Umgebung dem Kloster Osterhofen, um sich eine Begräbnisstätte zu sichern. 

## Beschreibung

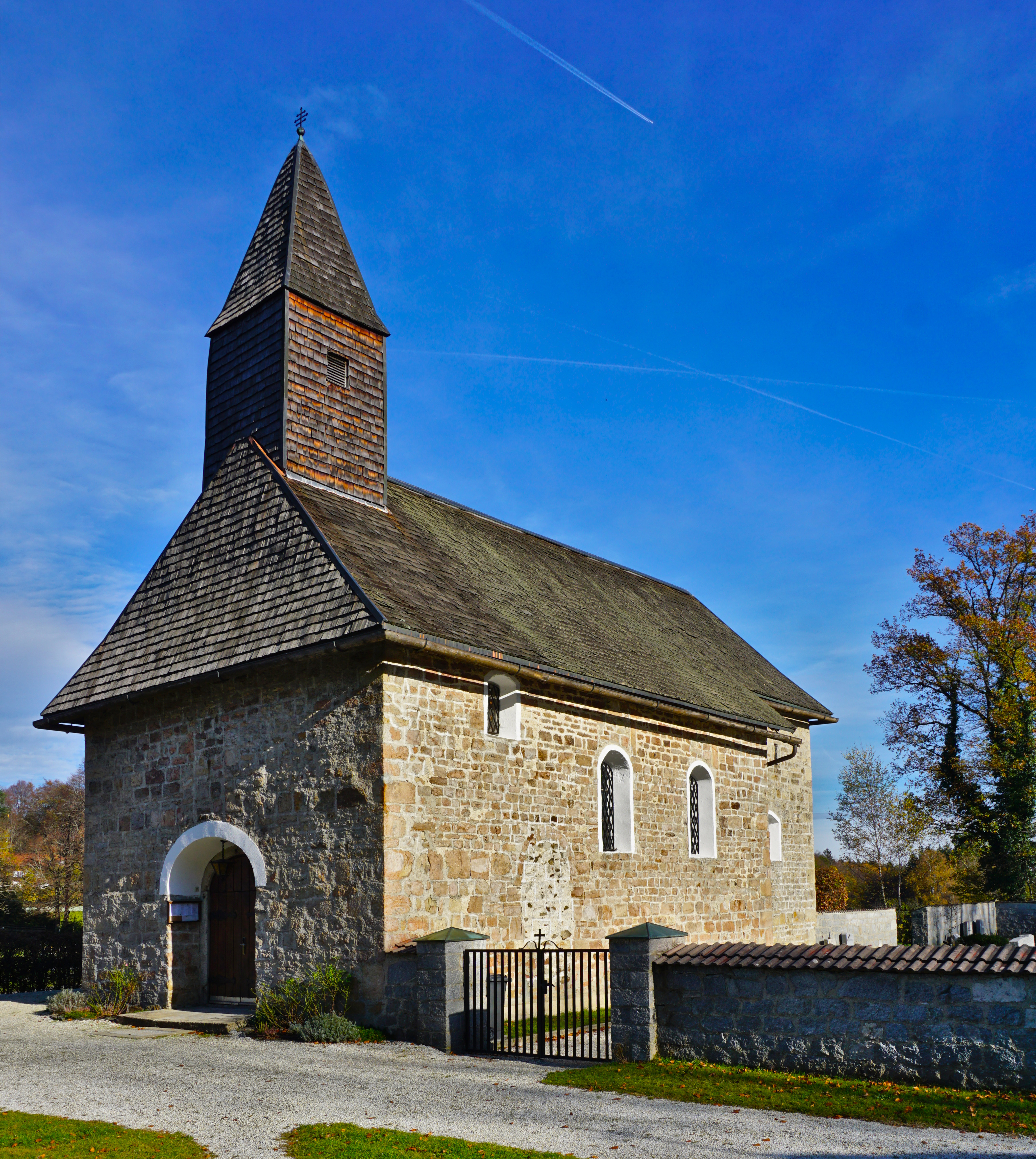
Schlosskapelle St. Michael in Scharten

Die Anlage liegt auf einer mäßig hohen Bergkuppe mit nicht sehr steilen Abhängen nach Süden und Westen.
Obertägig sind keine Wehrelemente der ehemaligen Burg mehr zu erkennen. Von der Burg ist noch die ursprünglich romanische Schlosskapelle St. Michael erhalten, die mit ihren aus Bruchsteinen errichteten Mauern den Charakter wehrhafter Schlichtigkeit aufweist.